# Редькино (Дзержинський район)
Редькино (рос. Редькино) — присілок в Дзержинському районі Калузької області Російської Федерації.
Населення становить 762 особи. Входить до складу муніципального утворення Присілок Редькино.

## Історія
Від 2004 року входить до складу муніципального утворення Присілок Редькино.

## Населення
| 2002 | 2010 |
| ---- | ---- |
| 656  | ↗762 |